# Gubernia radomska

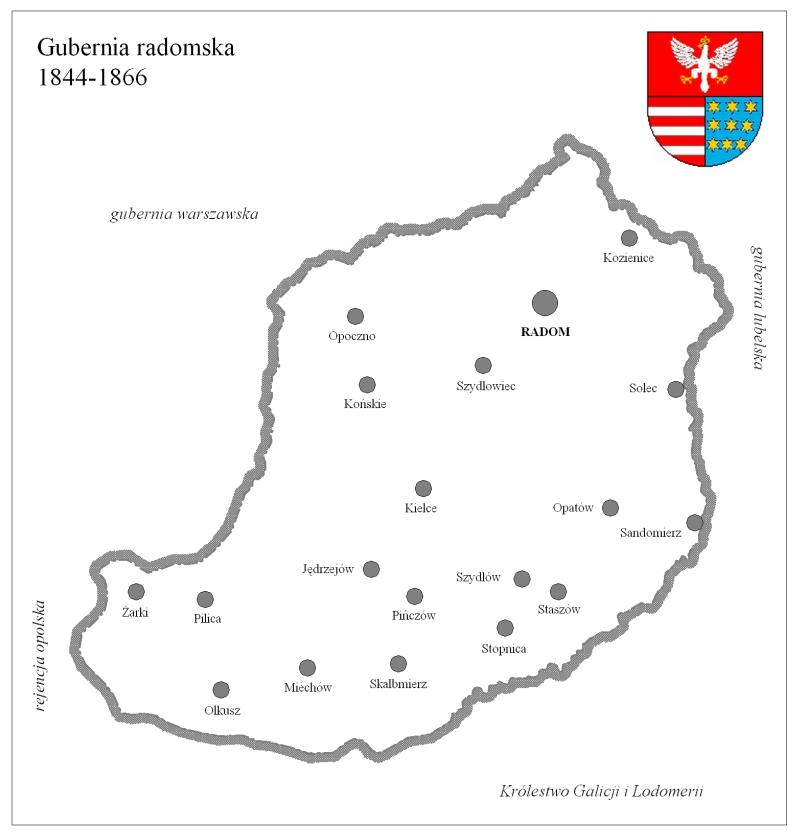
Gubernia radomska 1844–1866

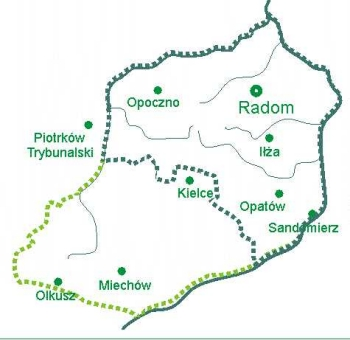
Gubernia radomska – kolorem jasnozielonym granice z lat 1844–1866, kolorem ciemnozielonym granice po 1866

Herb guberni w latach 1845–1866

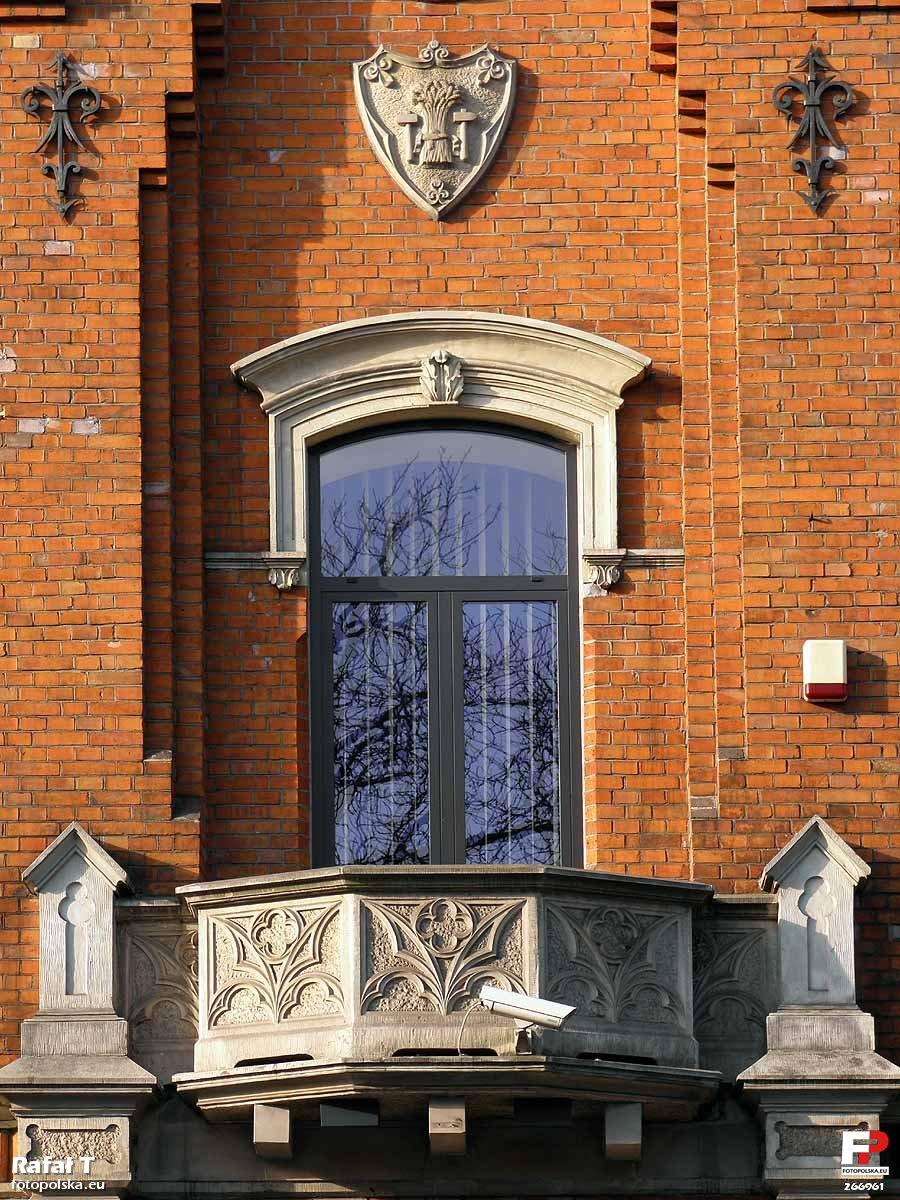
Herb guberni radomskiej na budynku Kasy Pożyczkowej Przemysłowców Radomskich

Gubernia radomska (ros. Радомская губерния) – jednostka administracyjna w Królestwie Polskim istniejąca w latach 1844–1917. Powstała w wyniku połączenia guberni sandomierskiej oraz guberni kieleckiej.
Jej stolica mieściła się tak samo jak w czasach guberni sandomierskiej w Radomiu. Gubernia radomska dzieliła się 8 powiatów: kielecki, miechowski, olkuski, opatowski, opoczyński, radomski, sandomierski, stopnicki.
(W czasie powstania styczniowego Rząd Narodowy 28 marca 1863 r. ogłosił Regulamin władz administracyjnych w byłym Królestwie Kongresowym. Według regulaminu zniesiono podział administracyjny na gubernie, a zamiast tego byłe Królestwo Kongresowe podzielono na osiem województw w granicach z 1816 r. Na terenach obejmujących gubernię radomską przywrócono województwo krakowskie, oraz województwo sandomierskie).
W 1866 z guberni radomskiej wyłączono południowe powiaty, z których na powrót utworzono gubernię kielecką.

## Siedziba władz guberni
Siedzibą władz guberni był Pałac Sandomierski – klasycystyczny budynek wzniesiony w latach 1825–1827 według projektu Antonia Corazziego – architekta sprowadzonego w 1819 z Toskanii na prośbę rządu Królestwa Polskiego, a konkretnie dzięki staraniom Stanisława Staszica. Spełniał on rolę reprezentacyjnej siedziby władz aż do upadku Królestwa Kongresowego w 1916 roku.

## Podział administracyjny do 1866
Do roku 1866 gubernia liczyła 8 powiatów (ujezdów) i 19 okręgów.
- powiat kielecki
  - okręg jędrzejowski
  - okręg kielecki
- powiat miechowski
  - okręg miechowski
  - okręg proszowicki
  - okręg skalbmierski
- powiat olkuski
  - okręg lelowski
  - okręg pilicki
  - okręg olkuski
- powiat opatowski
  - okręg opatowski
  - okręg solecki
- powiat opoczyński
  - okręg konecki
  - okręg opoczyński
  - okręg szydłowiecki
- powiat radomski
  - okręg kozienicki
  - okręg radomski
- powiat sandomierski
  - okręg sandomierski
  - okręg staszowski
- powiat stopnicki
  - okręg stopnicki
  - okręg szydłowski

Na początku XX wieku gubernia liczyła 7 powiatów:
- iłżecki
- kozienicki
- koński
- opatowski
- opoczyński
- radomski
- sandomierski

Podobnie jak w pozostałych guberniach Królestwa Polskiego zmiana ustroju terytorialnego dokonana w końcu lat 60. XIX w. pozbawiła większość miast guberni radomskiej praw miejskich. Status miasta zachowało 11 miejscowości. Poza Radomiem były nimi Końskie, Kozienice, Opatów, Opoczno, Ostrowiec, Przedbórz, Sandomierz, Staszów, Szydłowiec i Zawichost (w 1888 r. prawa miejskie stracił także Zawichost).

## Gubernatorzy radomscy
| Lp. | Imię i nazwisko, okres życia                         | Okres zajmowania urzędu |
| --- | ---------------------------------------------------- | ----------------------- |
| 1   | Henryk Deboli                                        | 1837–1838               |
| 2   | Aleksy Aleksandrowicz Bochtiejew                     | 1839–1845               |
| 3   | Edward Białoskórski h. Awdaniec (1799–1881)          | 1845–1856               |
| 4   | gen. baron Leoncjusz Opperman                        | 1856–1862               |
| 5   | Aleksander Ostrowski                                 | 1862–1863               |
| 6   | Stanisław Piątkowski                                 | 1863–1864               |
| 7   | gen. Henryk Konstanty Fanshawe (1822–1886)           | 1864–1865               |
| 8   | gen. Dymitrij Gawriłowicz Anuczin (1833–1900)        | 1865–1879               |
| 9   | książę Wasilij Michajłowicz Dołgoruki (1840–po 1894) | 1880–1883               |
| 10  | Arkadij Adriejewicz Tołoczanow (1830-1897)           | 1883-1888               |
| 11  | Michaił Aleksandrowicz Majlewskij (1835–?)           | 1888–1895               |
| 12  | Iwan Grigorjewicz Podgrodnikow (1840–1910)           | 1895–1899               |
| 13  | Jewgenij Pawłowicz Szcirowskij                       | 1899–1905               |
| 14  | Dymitr Iwanowicz Zasiadko (1860–1927)                | 1906–1915               |

## Administracja kościelna
Odpowiednikiem guberni radomskiej w administracji kościelnej była diecezja sandomierska (później jej nazwę zmieniono na sandomiersko-radomska). Ta jednostka przetrwała w nieznacznie zmienionej postaci aż do reformy struktury diecezjalnej w 1992. Obecnie większa część dawnej diecezji sandomierskiej znajduje się w diecezji radomskiej.

## Literatura
- Piątkowski, Sebastian: Radom – zarys dziejów miasta. Radom: SKRZR, 2000. ISBN 83-914912-0-X.
- Вейнберг, Леонид Борисович: Радомская губерния. [B:] Архангельский, Александр Семёнович и.и. (pед.): Энциклопедический словарь Брокгауза и Ефрона. T. 26, c. 95–96. Петербург: издательским обществом Ф. А. Брокгауз – И. А. Ефрон, 1899. [b. ISBN]. (ros.) Wikiteka.
- Swajdo, Jarosław: Między Wisłą a Pilicą. Dzieje podziałów administracyjnych w regionie kielecko-radomskim do 1975 roku. Kielce: Agencja „JP”, 2005. ISBN 83-88874-89-6.